# Авангардский сельский округ (Северо-Казахстанская область)
Авангардский сельский округ (каз. Авангард ауылдық округі) — административная единица в составе района Магжана Жумабаева Северо-Казахстанской области Казахстана. Административный центр — село Полтавка. 21 июня 2019 года в состав сельского округа было включено село Рощино площадью 5,94 км² из состава Успенского сельского округа. Аким Авангардского сельского округа — Конюшевский Александр Андреевич.
Население — 1277 человек (2009, 1855 в 1999, 2090 в 1989).

## Образование
На территории округа действуют 2 школы: в селе Полтавка — средняя школа, в селе Достык — основная школа. В школах открыты мини-центры для детей дошкольного возраста. Имеются 2 сельские библиотеки.

## Здравоохранение
Сёла округа обслуживают 3 фельдшерско-акушерских пункта. В Полтавском медицинском пункте функционирует кабинет стоматолога, имеется аптека, машина скорой помощи. Два раза в год обеспечивается выезд передвижной флюроографии.

## Экономика
Общая площадь земель сельскохозяйственного назначения - 21240 га,  в том числе пашни - 17264 га, пастбищ - 4733 га. В округе осуществляет деятельность товарищество с ограниченной ответственностью «Алтын Астык 2050», которое занимается растениеводством и животноводством. В округе функционируют 4 продовольственных магазина. Индивидуальный предприниматель занимается производством древесного угля, два индивидуальных предпринимателя занимаются разведением животноводства. В селе Рощино осуществляет деятельность товарищество с ограниченной ответственностью «Bereke SK» — воспроизводство племенного молочного стада. В сельском округе 2 отделения почтовой связи, телефонная станция на 300 абонентов. В округе имеется возможность подключения к интернету «Мегалайн» посредством доступа по технологии EV-DO.                

## Состав
В состав округа входят такие населенные пункты:
| Населенный пункт | Население, человек (1989) | Население, человек (1999) | Население, человек (2009) |
| ---------------- | ------------------------- | ------------------------- | ------------------------- |
| Полтавка, село   | 1097                      | 945                       | 709                       |
| Рощино, село     | 426                       | 327                       | 212                       |
| Достык, село     | 567                       | 583                       | 356                       |

## Примечание
1. ↑  Итоги Национальной переписи населения Республики Казахстан 2009 года. Агентство Республики Казахстан по статистике. Архивировано из оригинала 13 мая 2013 года.
2. ↑  О некоторых вопросах административно-территориального устройства района Магжана Жумабаева Северо-Казахстанской области — ИПС «Әділет». Дата обращения: 23 октября 2020. Архивировано 17 июля 2019 года.
3. ↑  Аппарат акима Авангардского сельского округа района Магжана Жумабаева | Главная. avangard-mzh.sko.gov.kz. Дата обращения: 30 ноября 2020. Архивировано 6 декабря 2020 года.
4. ↑  Итоги Всесоюзной переписи населения 1989 года по Казахской ССР. Том 3 Архивная копия от 16 ноября 2018 на Wayback Machine (рус.)
5. ↑  Аппарат акима Авангардского сельского округа района Магжана Жумабаева | Отчетные встречи. avangard-mzh.sko.gov.kz. Дата обращения: 30 ноября 2020. Архивировано 7 мая 2021 года.